# Kalappanaickenpatti
Kalappanaickenpatti é uma panchayat (vila) no distrito de Namakkal, no estado indiano de Tamil Nadu.

## Demografia
Segundo o censo de 2001,  Kalappanaickenpatti  tinha uma população de 10,282 habitantes. Os indivíduos do sexo masculino constituem 50% da população e os do sexo feminino 50%. Kalappanaickenpatti tem uma taxa de literacia de 62%, superior à média nacional de 59.5%: a literacia no sexo masculino é de 72% e no sexo feminino é de 53%. Em Kalappanaickenpatti, 8% da população está abaixo dos 6 anos de idade.